# Phó Chủ tịch Ủy ban nhân dân tỉnh (Việt Nam)
Phó Chủ tịch Ủy ban Nhân dân tỉnh là một chức danh của Nhà nước Cộng hòa xã hội chủ nghĩa Việt Nam. Do Hội đồng nhân dân tỉnh trực thuộc bầu ra. Phó Chủ tịch Uỷ ban nhân dân tỉnh thay thế Chủ tịch Ủy ban nhân dân tỉnh thực hiện các công việc theo phân công và nhiệm vụ được giao tại các văn bản quy định quyền hạn nhiệm vụ của phó Chủ tịch Ủy ban nhân dân tỉnh do Ủy ban nhân dân tỉnh trực thuộc quy định.

## Số lượng phó Chủ tịch UBND tỉnh
Theo Nghị định 08/2016/NĐ-CP và Nghị định 69/2020/NĐ-CP số lượng tối đa phó Chủ tịch Ủy ban nhân dân tỉnh nhiệm kỳ 2021 - 2026 ở các đơn vị hành chính được quy định:
- Thành Phố Hà Nội và Thành phố Hồ Chí Minh có không quá 5 chức vụ Phó Chủ tịch Ủy ban nhân dân tỉnh.
- Các thành phố trực thuộc trung ương còn lại có không quá 4 chức vụ phó Chủ tịch Ủy ban nhân dân tỉnh.
- Các thành phố trực thuộc tỉnh và các tỉnh có không quá 3 chức vụ phó Chủ tịch Uỷ ban nhân dân tỉnh.

## Tham Khảo
1. ↑  "Điều 19, Luật tổ chức chính quyền 2015".
2. ↑  "Nghị định 08/2016 NĐ-CP".

Nghị đinh 69/2020/NĐ-CP
Nghị định 08/2016/NĐ-CP